# Skylab–4
A Skylab–4 háromszemélyes Apollo űrhajó, amely a Skylab-program keretében az első amerikai űrállomásra a harmadik, egyben utolsó legénységet vitte.

## Küldetés
A Kennedy Űrközpontból Saturn IB hordozórakétával állították pályára. A csatlakozás zavartalanul megtörtént. A leszállás San Diegótól (Kalifornia) 270 kilométerre délnyugatra, a Csendes-óceánra történt. 84 napot, 1 órát és 15 percet töltöttek a világűrben.
Fő tudományos feladat az ember súlytalanságtűrő képességének vizsgálata. A programban szerepelt üstökös megfigyelés, űrséta a radarantenna javítására, filmcserék végrehajtása. Túlteljesítették a megfigyelési és technológiai programokat. Többször hajtottak végre technológiai, fémolvasztási, ötvözési, forrasztási kísérleteket. A program végén stabilizálták az űrállomás pályáját és helyzetét. Átpakolták a mintegy 800 kilogrammos megfigyelési és kutatási anyagot, majd leválasztották az űrhajót.

## Személyzet
| Küldetés | Űrhajósok | Indulás            | Visszatérés      | Időtartam |
| -------- | --- | ------------------ | ---------------- | --------- |
| Skylab–4 | Gerald Carr (a küldetés parancsnoka) Edward Gibson (a tudományos program felelőse) William Pogue (űrhajós pilóta) | 1973. november 16. | 1974. február 8. | 84 nap    |

## Külső hivatkozások
- Skylab–4. spacefacts.de. (Hozzáférés: 2012. március 17.)